# DSA-513
La DSA-513 es una carretera perteneciente a la Red Secundaria de la Diputación Provincial de Salamanca que une la DSA-512 con la localidad de Palacios del Arzobispo.

## Recorrido
La carretera DSA-513 tiene su origen en Palacios del Arzobispo en la intersección con la carretera DSA-512, y termina en el casco urbano de Palacios del Arzobispo formando parte de la Red de carreteras de Salamanca.
| Palacios del Arzobispo (Intersección con ) - Palacios del Arzobispo | Palacios del Arzobispo (Intersección con ) - Palacios del Arzobispo | Palacios del Arzobispo (Intersección con ) - Palacios del Arzobispo | Palacios del Arzobispo (Intersección con ) - Palacios del Arzobispo | Palacios del Arzobispo (Intersección con ) - Palacios del Arzobispo | Palacios del Arzobispo (Intersección con ) - Palacios del Arzobispo | Palacios del Arzobispo (Intersección con ) - Palacios del Arzobispo | Palacios del Arzobispo (Intersección con ) - Palacios del Arzobispo | Palacios del Arzobispo (Intersección con ) - Palacios del Arzobispo | Palacios del Arzobispo (Intersección con ) - Palacios del Arzobispo | Palacios del Arzobispo (Intersección con ) - Palacios del Arzobispo |
| Esquema                                                             | PK                                                                  | Sentido Palacios del Arzobispo (creciente)                          | Sentido Palacios del Arzobispo (creciente)                          | Sentido Palacios del Arzobispo (creciente)                          | Sentido Palacios del Arzobispo (creciente)                          | Sentido DSA-512 (decreciente)                                       | Sentido DSA-512 (decreciente)                                       | Sentido DSA-512 (decreciente)                                       | Sentido DSA-512 (decreciente)                                       | Incidencias                                                         |
| Esquema                                                             | PK                                                                  | Velocidad                                                           | Elemento                                                            | Salida                                                              | Salida                                                              | Salida                                                              | Salida                                                              | Elemento                                                            | Velocidad                                                           | Incidencias                                                         |
| Esquema                                                             | PK                                                                  | Velocidad                                                           | Elemento                                                            | Dir.                                                                | Nombre                                                              | Nombre                                                              | Dir.                                                                | Elemento                                                            | Velocidad                                                           | Incidencias                                                         |
| ------------------------------------------------------------------- | ------------------------------------------------------------------- | ------------------------------------------------------------------- | ------------------------------------------------------------------- | ------------------------------------------------------------------- | ------------------------------------------------------------------- | ------------------------------------------------------------------- | ------------------------------------------------------------------- | ------------------------------------------------------------------- | ------------------------------------------------------------------- | ------------------------------------------------------------------- |
|                                                                     | 0,0                                                                 |                                                                     |                                                                     | Zamayón                                                             | Zamayón                                                             | Zamayón                                                             |                                                                     |                                                                     |                                                                     |                                                                     |
| Santiz                                                              | 0,0                                                                 |                                                                     |                                                                     |                                                                     |                                                                     |                                                                     |                                                                     |                                                                     |                                                                     |                                                                     |
|                                                                     | 0,890                                                               |                                                                     |                                                                     | PALACIOS DEL ARZOBISPO                                              | PALACIOS DEL ARZOBISPO                                              | PALACIOS DEL ARZOBISPO                                              | PALACIOS DEL ARZOBISPO                                              |                                                                     |                                                                     |                                                                     |
|                                                                     | 0,890                                                               |                                                                     |                                                                     | Centro Urbano Palacinos Añover de Tormes                            | Centro Urbano Palacinos Añover de Tormes                            | Centro Urbano Palacinos Añover de Tormes                            | Centro Urbano Palacinos Añover de Tormes                            |                                                                     |                                                                     |                                                                     |